# Sportovní lezení
Sportovní lezení je v dnešní době nejpopulárnějším druhem volného lezení. Spočívá v tom, že lezec se pohybuje ve sportovních cestách (cesty, které se dají zlézt na jeden zátah) a zdolává skalní obtíže vlastní silou. Jedná se tedy zejména o míru čistoty stylu lezení (včetně oficiální stupnice stylu lezení), termín Sportovní lezení se však užívá také ve smyslu Závodního či soutěžního lezení.
V srpnu 2016 schválil Mezinárodní olympijský výbor přijetí sportovního lezení mezi olympijské sporty, což se však prozatím týká pouze LOH 2020 v Tokiu.

## Historie sportovního lezení
Kořeny sportovního lezení leží v dobách, kdy se zraky horolezců přestaly upínat k horským vrcholům, ale začali dobývat sice nižší, mnohdy však daleko obtížněji dosažitelné skalní útvary. Sportovní lezení začalo nabývat významu v sedmdesátých letech, kdy američtí lezci začali shledávat volné lezení nejpřirozenějším druhem horolezectví. Jedním z prvních sportovních lezců, kteří pojali lezení jako životní styl byl John Gill. V Čechách platí pro sportovní lezení pravidla, definovaná Českým horolezeckým svazem (ČHS).

## Pískovcové lezení
Pískovcové lezení je specifická varianta sportovního lezení se zvláštními pravidly a způsoby jištění reflektujícími specifické vlastnosti českých a saských pískovců.

## Závodní lezení
Ve sportovním lezení se pořádají také závody, které se již zpravidla přesunuly na umělé lezecké stěny, z důvodu ochrany přírody a srovnání podmínek.